# Ovidio Rebaudi
Ovidio Rebaudi (31. Desembre de 1860 a Asunción – 17. Octubre de 1931 a Buenos Aires) va ser un químic, escriptor i ocultista paraguaià. És el primer a descriure edulcorants d' estèvia, inclòs el rebaudiòside A.

## Biografia
Rebaudi provenia d'una de les famílies més conegudes i riques d'Asunción. Als onze anys va ser enviat a Itàlia per estudiar amb els seus dos germans al Real Collegio Carlo Alberto. A partir de 1876 va estudiar química a la Università di Pisa. El 1882 es va traslladar a Buenos Aires i va estudiar a la Facultat de Ciències Exactes i Naturals (UBA), on no es va graduar fins al 1905. Ovidio Rebaudi va ser enterrat al cementiri de la Recoleta.

## Treball com a químic
Rebaudi va treballar com a químic a l'administració pública. Va ocupar càrrecs al Círculo Médico Argentino (del qual després va ser director), a l' Hospital de Mujeres i a l' Hospital de Niños. El 1889 va ser nomenat Químic de la Ciutat d'Honor en reconeixement dels seus "serveis i honors útils [sense remuneració]". Uns mesos més tard va ser nomenat professor/catedràtic de química (sense títol) als graus inferiors de l'escola secundària del Collegio nacional de Buenos Aires. A partir de 1892 va ser nomenat cap del departament de primera categoria de l'oficina química municipal de Buenos Aires. Des de gener de 1894 va treballar per a la recentment creada agència química nacional. L'any 1895 fou un dels fundadors del Centre Socialista de Balvanera. El 1898 va ser nomenat catedràtic de zoologia mèdica (també sense títol) a la Universitat de La Plata. El 1902 va tornar a l'oficina química de la ciutat com a sotsdirector.
El 1900 va publicar el que avui és el seu treball més conegut sobre l'anàlisi química dels glucòsids de l'estèvia (anomenat esteviòsid, rebaudiòsid, dulcòsid). L'any 1905, la Facultat de Ciències Exactes, Físiques i Naturals de Buenos Aires va decidir atorgar-li la llicenciatura en química. L'any següent es va doctorar en química i va ser nomenat professor de química analítica a la Universitat de La Plata. El 1906, la Universitat de Chicago li va concedir un doctorat en química. Va esdevenir membre d'honor del Cercle de Farmàcia Argentina i de la Societat General de Farmàcia.
A finals de 1907 va deixar la càtedra de química de la Universitat de La Plata i va tornar al Paraguai, on se li va encarregar la reorganització de l'oficina química i bacteriològica d'Asunción. A causa dels disturbis al Paraguai del juliol de 1908 i de greus problemes de salut, Rebaudi va haver d'abandonar aquest càrrec per tornar a Buenos Aires. Aviat va tornar a Asunción, on va morir el 10 d'abril.
Escrits coneguts, a part del tractat sobre Stevia, són La presencia del ácido nitroso en las aguas potables no es siempre sinónimo de contaminación i La goma de la palma negra, El mechoacá y su principio activo, Las aguas del río Paraguay, Las aguas del consumo de la City of Asunción, Depuración biológica de las basuras.

## Espiritisme
L'any 1894 va fundar un grup espiritista, la Sociedad Magnetològica, que funcionava al carrer Còrdova, 2234, amb el suport econòmic de la Societat Constancia. El gener de 1897 va fundar la revista mensual Revista Magnetológica. Més tard va ser rebatejada Revista Metapsíquica Experimental. Acabant per passar la Societat Magnetològica a anomenar-se Instituto Metapsíquico de Buenos Aires.